# Шатонеф д'Оз
Шатонеф д'Оз (фр. Châteauneuf-d'Oze) насеље је и општина у Француској у региону Прованса-Алпи-Азурна обала, у департману Горњи Алпи која припада префектури Гап.
По подацима из 2011. године у општини је живело 26 становника, а густина насељености је износила 0,99 становника/km². Општина се простире на површини од 26,23 km². Налази се на средњој надморској висини од 963 метара (максималној 2.016 m, а минималној 861 m).

## Демографија
| 1962. | 1968. | 1975. | 1982. | 1990. | 1999. | 2011. |
| ----- | ----- | ----- | ----- | ----- | ----- | ----- |
| 12    | 28    | 18    | 26    | 24    | 14    | 26    |

График промене броја становника у току последњих година